# 仲子读书处
仲子读书处又称子路祠，位于山东省东平县东平湖西斑鸠店镇青龙山北子路村，曾被评为东平县文物保护单位，1994年被列为第一批泰安市文物保护单位。
子路祠建立于北宋嘉佑年间，是一个结构严谨的建筑群。正殿原有子路泥塑金身坐式巨像，高1.7米。清朝同治七年（1868年），重修仲子读书处，今人又将正殿复原重建。